# Коджа Юсуф
Юсуф Исмаил (на турски: Yusuf İsmail) или понякога Исмаил Юсуф (р. 1857 – п. 4 юли 1898), най-известен посмъртно като Коджа Юсуф, етнически турчин, е османски и български борец от края на XIX век.
Става башпехливан на турнира Къркпънар по мазни борби през 1895 г. Предполага се, че е първият турски борец, състезавал се в стил класическа борба. Състезава се с най-добрите борци в Европа и САЩ. Бил е 188 см висок и е тежал 138 килограма.
При връщането си от САЩ се удавя вследствие от корабокрушение в Атлантика край Нова Скотия, Канада.

## Прозвища
Отначало легендарният борец е наричан Караларлъ Юсуф по родното му село Каралар в Шуменско и после Шумнулу Юсуф (Шуменски Юсуф).
От 1896 г. ученикът му Ерикли Мехмет е наричан Кючюк Юсуф (Малък Юсуф), а учителят вече става Бююк Юсуф (Голям Юсуф).
Става световноизвестен с прозвището Terrible Turk (Ужасяващ турчин). След него този прякор използват и поне още 2 борци.
По-късно е наречен Коджа Юсуф (Грамаден Юсуф) заради много едрото му тяло, добра техника, голяма сила и спортна етика. През 1900 г. Ръза Тефик посмъртно го нарича Коджа Юсуф в статията „Разликата между европейската борба и турската борба“, след което е наричан с това име.

## Биография

### Детство и юношество
Коджа Юсуф е роден в шуменското село Черна (тогава Каралар, днес в община Хитрино, област Шумен) . Няма доказателства за точната му рождена година, но според шотландския историк на класическата борба William Baster е роден като Юсуф Ишмаело (Youssouf Ishmaelo) в мюсюлманско турско семейство в Османска България през 1857 г.
Баща му Исмаил и дядо му Юсуф са първите му треньори по борба. Обучаван е и от прочутия шуменски борец Дурсун Пехливан – сред най-силните по онова време, Насухчулу Кел Исмаил Пехливан и Помак Осман.

### Борба на Балканите
През 1885 г. се състезава с 26-кратния башпехливан Кел Аличо (Плешив Аличо) от Койнаре на ежегодния турнир Къркпънар по мазни борби, провеждан край Одрин от 1346 г. Борбата започва сутринта и завършва вечерта, когато Кел Аличо се отказва от мача и обявява Коджа Юсуф за башпехливан. След това Юсуф се състезава с известните за времето си борци Adalı Halil, Kara Ahmet, Katrancı Mehmet, Kazandereli Memiş, Filiz Nurullah, Kurtdereli Mehmet и Hergeleci İbrahim.
Смята се, че единственият пехливан, успял да победи Коджа Юсуф, е Kavalalı Çolak Mümin Pehlivan. Мачът се състои през 1884 г. в Рами със съдия Кел Аличо. Останали са слухове, че поради контузия Çolak Mümin е завършил своята кариера като борец, както се смята под въпрос и неговата победа над Коджа Юсуф.

### Турне във Франция
Жовотът на Коджа Юсуф се променя, след като се запознава с френския борец Joseph Doublier. Според книгата „Крале на борбата“ на френския писател Edmond Desbonnet борецът Joseph Doublier след загубата си през 1884 г. на мача със Sabés започва да търси борец, който може да го победи. Отначало Юсуф няма желание да отиде във Франция да се състезава, но впоследствие приема с идеята да покаже на Запада колко силни са мюсюлманите.
През 1897 г. заминава за Париж и за няколко месеца научава правилата на класическата борба. В първия си мач се изправя срещу Sabés и го побеждава. В следващите 3 години, през които остава във Франция, побеждава редица известни европейски борци като Olsen, Pons, Fournier, Gambier, Raul, Antonio Pierri и Tom Cannon. След известно време вече не успява да намери съперници в Европа.

### Турне в Америка
След като придобива популярност в Европа, организатори от САЩ го поканват в Ню Йорк. Коджа Юсуф заминава за Ню Йорк заедно с Antonio Pierri и Doublier. Менажер за срещите му в САЩ става William Brady. Изиграва 33 мача в САЩ (с борци като George Bothner, Ewan Lewis, Dan McLeod, Tom Jenkins), без да загуби никой от тях. Побеждава двукратно Evan Lewis в Чикаго. Заради това, че не е победен в никой мач, и заради неговите внушителни размери е наричан в Америка The Terrible Turk (Ужасяващият турчин). 
На 26 март 1898 г. се изправя срещу Ernest Roeber. Мачът се играе в Madison Square Garden. Коджа Юсуф изхвърля своя опонент извън ринга; публиката с притеснение, че Roeber е починал, се опитва да линчува Коджа Юсуф и той е дисквалифициран. Двамата конкуренти отново се срещат на 30 април същата година. Мачът отново е прекъснат, след като публиката се опитва да линчува Коджа Юсуф.

### Смърт
Решава да се върне в родината си. Според слуховете има намерение да открие кафене или магазин в родното си село край Шумен.
На 21 май 1898 г. се качва на френския трансатлантичен кораб „La Bourgogne“, който на 4 юли се сблъсква в Атлантика с британския кораб „Cromartyshire“. От сблъсъка неговият кораб потъва (за разлика от другия), оцеляват 13 % от пътниците и 48 % от екипажа на кораба.
Юсуф Исмаил пада зад борда на кораба по време на евакуирането на пътниците. Спасителите от екипажа не успяват да го достигнат и той бързо потъва – според описания в пресата на Ню Йорк бил натежал допълнително с пояса си, пълен предполагаемо със златни монети на стойност 8 – 10 хил. щ. дол.

## Семейство
Коджа Юсуф има 2 сина от съпругата си Рефие – Мехмет и Хюсеин.